# Лејквју (Арканзас)
Лејквју (енгл. Lakeview) град је у америчкој савезној држави Арканзас.

## Демографија
По попису из 2010. године број становника је 741, што је 22 (-2,9%) становника мање него 2000. године.
| Група             | 2000.       | 2010.       |
| Белци             | 746 (97,8%) | 718 (96,9%) |
| Афроамериканци    | 0 (0,0%)    | 0 (0,0%)    |
| Азијати           | 4 (0,5%)    | 4 (0,5%)    |
| Хиспаноамериканци | 10 (1,3%)   | 11 (1,5%)   |
| Укупно            | 763         | 741         |